# Клермонт (Вайоминг)
Клермонт (англ. Clearmont) — город, расположенный в округе Шеридан (штат Вайоминг, США) с населением в 115 человек по статистическим данным переписи 2000 года.

## География
По данным Бюро переписи населения США, город Клермонт имеет общую площадь в 0,52 квадратных километров, водных ресурсов в черте населённого пункта не имеется.
Город Клермонт расположен на высоте 1194 метра над уровнем моря.

## Демография
По данным переписи населения 2000 года, в Клермонте проживало 115 человек, 29 семей, насчитывалось 50 домашних хозяйств и 65 жилых домов. Средняя плотность населения составляла около 295 человек на один квадратный километр. Расовый состав Клермонта по данным переписи распределился следующим образом: 97,39 % белых, 1,74 % — представителей смешанных рас, 0,87 % — других народностей. Испаноговорящие составили 3,48 % от всех жителей города.
Из 50 домашних хозяйств в 28,0 % — воспитывали детей в возрасте до 18 лет, 36,0 % представляли собой совместно проживающие супружеские пары, в 14,0 % семей женщины проживали без мужей, 42,0 % не имели семей. 40,0 % от общего числа семей на момент переписи жили самостоятельно, при этом 10,0 % составили одинокие пожилые люди в возрасте 65 лет и старше. Средний размер домашнего хозяйства составил 2,30 человек, а средний размер семьи — 3,00 человек.
Население города по возрастному диапазону по данным переписи 2000 года распределилось следующим образом: 26,1 % — жители младше 18 лет, 6,1 % — между 18 и 24 годами, 32,2 % — от 25 до 44 лет, 28,7 % — от 45 до 64 лет и 7,0 % — в возрасте 65 лет и старше. Средний возраст жителей составил 40 лет. На каждые 100 женщин в Клермонта приходилось 105,4 мужчин, при этом на каждые сто женщин 18 лет и старше приходилось 93,2 мужчин также старше 18 лет.
Средний доход на одно домашнее хозяйство в городе составил 40 833 доллара США, а средний доход на одну семью — 44 167 долларов. При этом мужчины имели средний доход в 26 250 долларов США в год против 20 500 долларов среднегодового дохода у женщин. Доход на душу населения в городе составил 12 901 доллар в год. Все семьи Клермонта имели доход, превышающий уровень бедности, 20,0 % от всей численности населения находилось на момент переписи населения за чертой бедности, при этом 13,7 % из них были моложе 18 лет и - 50,0 % в возрасте 64 лет и старше.